# داريل روبرتس (لاعب كرة قدم أمريكية)
داريل روبرتس (بالإنجليزية: Darryl Roberts)‏ هو لاعب كرة قدم أمريكية أمريكي، ولد في 26 نوفمبر 1990 في ليكلاند في الولايات المتحدة.

## وصلات خارجية
- داريل روبرتس على موقع مرجع كرة القدم المحترفة.كوم (الإنجليزية)